# Waltembourg
Waltembourg település Franciaországban, Moselle megyében. Lakosainak száma 232 fő (2022. január 1.). Waltembourg Brouviller, Henridorff és Saint-Jean-Kourtzerode községekkel határos.

## Népesség
A település népessége az elmúlt években az alábbi módon változott:
| Lakosok száma | 248  | 245  | 251  | 243  | 244  | 243  | 241  | 237  | 232  |
|               | 2013 | 2015 | 2016 | 2017 | 2018 | 2019 | 2020 | 2021 | 2022 |